# 山下達郎CM全集 Vol.1
『山下達郎CM全集 Vol.1』（やましたたつろうシーエムぜんしゅう ヴォリューム・ワン）は、山下達郎初のCM作品集。1984年に17センチ・アナログ盤として発表。その後1996年6月に、通算2作目のファンクラブ通信販売アルバムとして収録内容を一部変更の上、CD化された。

## FIRST SELECTION

### 解説
山下達郎が過去に手がけてきたコマーシャル作品の中から選曲された、CM作品集。
山下がバンド“シュガー・ベイブ”でプロのミュージシャンとして活動を始めたのは1973年夏。プロとはいえ別にスカウトされたわけでも、どこかのプロダクションに売り込んだわけでもなく、いわば“自称”のプロ。マネージャーを引き受けた友人がいくら頑張ってみても、無名のバンドに仕事などそう簡単に入ってくるはずも無く、シュガー・ベイブはスタート当初はほとんど開店休業の状態で、とても生計は成り立たなかった。
そんな中、1973年秋頃から山下と大貫妙子、村松邦男のシュガー・ベイブのフロント3人は、大瀧詠一のレコーディングにコーラスでいくつかの仕事に参加するようになった。当時、大瀧がもっとも精力的に取り組んでいたのがTVコマーシャルの仕事で、同年春、大瀧のCMデビュー作“三ツ矢サイダー”が評判となり、はっぴいえんど解散後ソロ・シンガーとしてスタートしようとしていた大瀧にとって、CMは格好の自己表現の場となっていった。
したがって、山下達も大瀧のCMの仕事に関わっていくことになった。大瀧の後ろでコーラスやパーカッションなどの細々した作業を手伝いながら、自身もバンドで曲を書き歌っていた山下に興味を示したのは、フォーク界から広告代理店へ転身した牧村憲一だった。1974年6月、牧村から「君もCMをやってみないか?」と電話があり、レコーディングのノウハウもスタジオ機材の使い方もよくわからないまま、山下はCM作家としての第一歩を踏み出した。
表現手段としての明確な自意識を持ちつつCMと対峙していた大瀧と違って、山下によれば「とりあえず食べる為」という、不純かつ哀愁の動機だった。CMの仕事が得られたお陰で困窮から逃れ、何とか音楽で生活する目処がたったというのは、あまりかっこいい話とは言えないものの、当時はそれが切実な問題だったという。山下の場合、作っていた音楽がソフトでメロディアスなものだったことや、本来の作家志向が幸いして、CM音楽を副業にすることでなんとか親の世話にもならずにやっていけるようになったのだから、その意味では運の良い方だったのだろうという。
以来80年代に入る頃まで、とにかく生活のために様々なCM作品を作った。最初のうちはただがむしゃらだったのが少しずつ余裕が出るにつれて、CMの仕事は本来の音楽活動に反映できるような様々な実験の場、あるいはラテンやジャズなど、本業以外のスタイルが楽しめるちょっとした息抜きの場へと、その性格を変えていった。また、ソロ活動の最初数年間はお世辞にも順調とは言い難く、そうしたことへの苛立ちを鎮める上でも、CMは大きな意味を持っていた。
以来、気づいてみればストップウオッチ片手に100本以上もこなしてきた、いわば業界のプロになってしまったのだから、判らないものだという。山下が始めた頃と比べてCMの在り方もその質もずいぶん変化し、その後CMはヒット・ソングを作り出す上で非常に重要な要素と化し、主たるCMはほとんどタイアップの手段としか見られていないのではないかとさえ思え、30秒と15秒にすべてを賭ける所謂コマソンの概念は過去のものになってしまった。その一方では低予算化、すなわち多くのCMが小さな独立スタジオから作り出される手軽なエレクトロニクス・ミュージックで代替されるようになった結果、どれもこれも同じになってしまった事も否めないという。
だが、そうした様々な変化があったにせよ、コマーシャル・メディアはどこまで行っても所詮は“虚”の作業でしかないというジレンマを抱えてはいるものの、時代の息吹を敏感に吸収し、新しい可能性を積極的に取り入れるCM業界の貪欲さは、若い才能を育てる場としての大きな役割を常に果たしてきたし、恐らくこれからもそうであろうと山下は考えている。
後になって考えてみると、山下にとってCMの仕事とは、一見内職の体でありながら、実はそれ自体が当時自分に与えられたただ一つの“場”であったように思えてならないという。もっともCMを頻繁に手掛けていた時代に抱いていた、自分の場所が思うように見つからなかった事への苛立ちがまだ残っていたため、本来TVCMのために作った作品をレコード化し、普通のアルバムのように販売するという決断は、その要望が大昔からあったにもかかわらず、長いことなかなか踏ん切りがつかないままだった。
その一方で、人に言われるまでも無く、自分の作ったささやかな30秒作品のいくつかは自分でも気に入っていて、それらをもう一度人の耳に触れさせたいという欲求があったのもまた事実であった。色々悩んだ末、1984年にコンサート･プログラムのおまけという変則的なスタイルで12作品が『山下達郎CM全集 Vol.1 (FIRST SELECTION)』のタイトルで、17センチ45回転アナログ盤でレコード化された。

### 収録曲

#### SIDE A
1. 三ツ矢フルーツソーダ ('74)  –  30sec.
生まれてはじめて手がけたCMは三愛のスプリング・バーゲンで、これは2番目の作品。フルーツソーダはサイダーの姉妹品で、山下によれば「代理店の人からすれば大瀧氏の後ろでウロウロしていた自分にぴったりだと思ったのだろう」という。サーフィン・ホット・ロッド風のリズムに当時最先端の楽器だったクラビネットを加えたアレンジ。ココナツ・バンクとシュガー・ベイブが合体したメンバーでのレコーディングだった。
2. 不二家ハートチョコレート ('74)  –  30sec.
「三愛」と「フルーツソーダ」の出来がまずまずだったので、もう少し大きなプロジェクトを任されることになり、この作品が生まれた。山下自身、実家が駄菓子屋だったこともあって、さんざん食べたこの「ハートチョコレート」を手がけることが出来たのをとても嬉しかったという。この曲はクライアントの評判も良く、'78年まで継続され、「ロカビリー編」、「ヴァレンタイン編」[注釈 2]などの別ヴァージョンも作られた[注釈 3]。これは一番初めに録音されたタイプ。
3. 三ツ矢サイダー ('76)  –  60sec.
  - 作詞 : 伊藤アキラ
  - 1973年から今日まで、三ツ矢サイダーのCMは大瀧詠一の諸作品が有名だが、'76年版だけは山下にオファーがきた[注釈 4]。山下にとってはバンドからソロへの再出発時期であり、またマルチ・トラック・レコーディングにある程度習熟してきた時でもあり、初めて公に行った“一人アカペラ”になった。
4. ナショナルまきまきカール  –  ('75) 30sec.
山下にとって珍しいカントリー・タッチのこの曲は、三ツ矢サイダーの直後に制作された。この頃になるとスタジオ・ワークにもだいぶ慣れてきて、遊び心を出す余裕が出てきたのだという。ミキシングを大瀧詠一が担当している。
5. いちじく浣腸 ('75)  –  30sec.
ある日CMの打ち合わせに行ってみると品物は浣腸だと言われ、何でもTVCMは初めてだそうで、素材が素材だけにいろいろ悩んだ末に山下のところに話が来たという。「何でまた?」と山下が訊くと、あなたのその爽やかな感じが製品にはぴったりだからと、判ったような判らないような事を言われて、ともかく引き受けたのはいいが、それでもあまり他のミュージシャンには見せたくない、どうせ皆腹を抱えて笑い転げるに決まってる、それなら一人きりでやろう。というわけでこの作品は、当時凝っていたシンセサイザーとコーラスで作られた。スポンサーはこの作品が気に入ったらしく、3年近くTVCMで使用していた。山下によれば数少ない“一生の不覚”だという。
6. 資生堂フェリーク (“MARIE”) ('77)  –  30sec.
この頃、山下は寝ても醒めてもドゥーワップ漬けの日々で、それを聞きつけた広告代理店のスタッフからの依頼で制作された。アカペラで始まり途中から演奏が加わるが、演奏部分があまりにも一瞬でミュージシャン料がもったいないので、楽器もすべて山下自身が演奏している。この曲は後に「MARIE」という作品に仕上げ、アルバム『IT'S A POPPIN' TIME』[注釈 5]に収録された。こうしたCMでの数多くのトライアルがなければ、“ON THE STREET CORNER”は決して生まれなかっただろうという。

#### SIDE B
1. TRIO FM用時報 ('78)  –  10sec.
民放FM局がまだ4局しかなかった時代[注釈 6]、時報前の10秒のジングルは長い間トリオがメイン・スポンサーだった。短いながらもこの作品にはいくつものタイプが作られ、ピアノ入りのパターン、パーカッション入りのもの等、山下自身の記憶では全部で5タイプあったらしいが結局実際に使われたのはこの作品集に収められたコーラスだけのアカペラ・ヴァージョンだった。
2. コカコーラ ('79)  –  90sec.
  - 作詞 : 三浦徳子、作曲 : チト河内
  - 山下のCM作家生活の中で、他人の作品を歌った唯一のケース。この年、コカ・コーラのCMは山下を含め5人のシンガーによる競作だったので、他との差別化をはかるべく、一人アカペラでアレンジした。もともとアカペラは既成の曲をアレンジするのにとても効果的なメディアで、その意味では面白い仕事だったという。この作品集にはTVでもたった一度だけしかオンエアされていない90秒のロング・ヴァージョンが収録されている。
3. ハウスみぞれっ子&シャービック ('79)  –  30sec.
前年に山下が手がけた新製品“みぞれっ子”のCM[注釈 7]が翌年“シャービック”と合体させる形でCMを作りたいと依頼がきた。ところが、30秒間で6か所あるフィルムの場面転換に合わせて、それぞれの部分に音楽をシンクロして変えて欲しい、二つの商品の曲調ははっきりと違う感じにして欲しい、しまいには15秒でも同じことをやれという、無理難題の多いものだった。これを要求されたとき山下は、自分もいよいよCM作家のプロになったんだなあと、妙な感慨があったという。七転八倒して出来上がったこの作品はその年のACC優秀作を受賞し、この年最も記憶に残る一作になったという。
4. 日立マクセル UDカセットテープ (“RIDE ON TIME”) ('80)  –  30sec.
'80年秋にオンエアされたアカペラ・ヴァージョンの30秒サイズ[注釈 8]。15秒サイズはアルバム『RIDE ON TIME』[注釈 9]に収録されている。この作品は『Vol.1 (Second Edition)』には未収録だったが、『Vol.2』にリミックス・ヴァージョンで再収録された。
5. SUNTORY BEER (“LOVELAND, ISLAND”) ('81)  –  30sec.
当初は単純にCM作品として制作されたが、あまりの評判の良さに作品化された[注釈 10]。『Vol.1 (FIRST SELECTION)』のみの収録。
6. SUNTORY GIFT (“I LOVE YOU”) ('83)  –  30sec.
  - 作詞 : 魚住勉
  - 魚住勉作詞による歌詞は“I LOVE YOU”のひとことだけ。それならとばかりにドゥーワップ路線で制作された。120秒サイズはシングル「THE THEME FROM BIG WAVE」[注釈 11]とアルバム『BIG WAVE』[注釈 12]にそれぞれ収録されている。この当時のCM作品は秒数ごとにそれぞれ個別に録音されていたので、この60秒タイプは録音が異なる別テイク。

### クレジット
| <MUSICIANS> |
| TATSURO YAMASHITA ⁄ ALL VOCALS & BACKGROUND VOCALS, ALL INSTRUMENTS (A-5,6), ELECTRIC GUITAR, KEYBOARDS & PERCUSSION |
| YUTAKA UEHARA ⁄ DRUMS & PERCUSSION (A-1,2,4, B-3)                                                                    |
| JUN AOYAMA ⁄ DRUMS (B-5)                                                                                             |
| JIRO TERAO ⁄ ELECTRIC BASS (A-4)                                                                                     |
| KOHKI ITO ⁄ ELECTRIC BASS (B-4)                                                                                      |
| KUNIO MURAMATSU ⁄ ELECTRIC GUITAR (A-1,2,4) & BACKGROUND VOCALS (A-1,2)                                              |
| GINJI ITO ⁄ ELECTRIC GUITAR (A-1)                                                                                    |
| KAZUO SHINA ⁄ ELECTRIC GUITAR (B-3)                                                                                  |
| TAEKO OHNUKI ⁄ BACKGROUND VOCALS (A-1,2)                                                                             |
| MINAKO YOSHIDA ⁄ BACKGROUND VOCALS (B-3)                                                                             |
| |
| <AGENT> |
| A-1,2,3,6,B-1 : ON ASSOCIATES                                                                                        |
| A-4,5,B-3 : PMP |
| B-2 : NOVA |
| B-5 : LOLLIPOP |
| B-6 : SUN ADD |
| |
| <RECORDING STUDIOS>                                                                                                  |
| TOKYO STUDIO CENTER (A-1)                                                                                            |
| AKASAKA MUSIC STUDIO (A-2)                                                                                           |
| ONKIO HAUS (A-3,5)                                                                                                   |
| FREEDOM STUDIO (A-6,B-1)                                                                                             |
| ALFA STUDIO (A-4) |
| HIKUCHIZAKA STUDIO (B-2)                                                                                             |
| SOUND CITY (A-3) |
| CBS/SONY ROPPONGI STUDIO (B-3,4,5)                                                                                   |
| |
| <RECORDING ENGINEERS>                                                                                                |
| TOMIJI IYOBE (A-1,2)                                                                                                 |
| YUTAKA MATSUMOTO (A-3,5)                                                                                             |
| EIICHI OHTAKI (A-4)                                                                                                  |
| TAMOTSU YOSHIDA (A-6,B-1,2,3,4,5,6)                                                                                  |

## Second Edition

### 解説
1996年、『Vol.1』に基づいた“復刻版”として自筆ライナー付きでCD化されたが、音源の使用許諾やマスター・テープのコンディション等の問題から、'84年版とは多少内容が異なるものになった。そのため、『山下達郎CM全集 Vol.1 (Second Edition)』という呼び名になった。その後2001年2月、『山下達郎CM全集 Vol.2』リリース時、収録内容はそのままに『Vol.2』と同じデザインで統一されたジャケットによる新装丁で再発売された。

### 収録曲
1. 三愛バーゲンフェスティヴァル '74  –  15sec MONO
山下のとって生まれて初めての依頼は、おそらくオーディションの意味合いを兼ねていたと思われる、15秒タイプのみのこのスポットCM。'84年版には未収録だったが、このCMを制作した広告代理店のスタッフから「あんな出来のいいものをどうして入れないんだ!」と言われて、収録されたという。
2. 三ツ矢フルーツソーダ '74  –  30sec MONO
3. 不二家 ハートチョコレート '74  –  30sec MONO
4. ナショナルまきまきカール '75  –  30sec MONO
5. いちじく浣腸 '75  –  30sec MONO
オリジナル・マスターのコンディションが良くなかったため、『Vol.1 (FIRST SELECTION)』とは別ヴァージョンが収録されている。
6. 三ツ矢サイダー '76  –  60sec STEREO
7. 資生堂フェリーク '77 「MARIE」  –  30sec MONO
8. ハウスみぞれっ子 '78  –  30sec MONO
  - 作詞 : 伊藤アキラ
  - ハウス食品関係のCMは新製品を担当することが多く、この他に「フルーチェ」なども新発売時のCM作品は山下が手がけている。この曲は伊藤アキラが手がけたCM作品を収録したコンピレーション・アルバム『伊藤アキラCMソング傑作選』[注釈 13]にも収録された。
9. TRIO FM時報 '78  –  10sec STEREO
10. JAL沖縄 '79 「愛を描いて -LET'S KISS THE SUN-」  –  30sec MONO
  - 作詞 : 吉田美奈子
  - この年から、山下にもシングル・タイアップとしてのCMが登場する。シングル「愛を描いて -LET'S KISS THE SUN-」[注釈 14]とは別演奏で、最後に“オキナワ〜!”という歌い込みが入っている。
11. コカ・コーラ '79  –  90sec STEREO
12. ハウスみぞれっ子&シャービック '79  –  30sec MONO
13. サウンズ・ウィズ・コーク テーマ '82 「悲しみのJODY」  –  フリーサイズ MONO
TBSラジオ『サウンズ・ウィズ・コーク』[注釈 15]のレギュラーを担当した際にテーマソングとして書かれたインストゥルメンタル。CMソングとは意味合いが異なるが、寝かせておくのももったいないとの理由で収録。この曲は後に「悲しみのJODY」となってアルバム『MELODIES』[注釈 16]に収録された。2013年リリースの『MELODIES 30th Anniversary Edition』[注釈 17]にもボーナス・トラックで収録された。
14. サントリーギフト '83 「I LOVE YOU」  –  60sec MONO
15. 三ツ矢サイダー '76 ('94ライブ)  –  60sec STEREO
  - 作詞 : 伊藤アキラ
  - 1994年にシュガー・ベイブのアルバム『SONGS』[注釈 18]のオリジナル・マスターでのCD化にあわせたライブを行った際[注釈 19]、どうしてもこのアカペラをステージでやりたいと思い立ったものの、カラオケは元よりなく、オリジナル・マルチ・トラックもCMの世界では使い回しのため現存していない。それならいっそ、ということで、完全コピーで再録音されてステージにかけられた時のライブ音源。おまけで収録された。

ALL SONGS COMPOSED & ARRANGED by TATSURO YAMASHITA

### クレジット

#### 三愛バーゲンフェスティヴァル'74
| 山下達郎 : リード・ヴォーカル, キーボード, パーカッション, コーラス |
| 村松邦男 : ギター, コーラス                                         |
| 大貫妙子 : コーラス                                                 |
| 鰐川己久男 : ベース                                                 |
|                                                                     |
| 録音日時 : 1974年6月25日                                            |
| 録音場所 : アバコ・スタジオ                                         |
| ミキサー : 伊豫部富治                                               |
| 音楽制作代理店 : ON・アソシエイツ                                   |

#### 三ツ矢フルーツソーダ '74
| 山下達郎 : リード・ヴォーカル, キーボード, パーカッション, コーラス |
| 村松邦男 : ギター, コーラス                                         |
| 伊藤銀次 ベース                                                     |
| 上原裕 : ドラム                                                     |
| 大貫妙子 : コーラス                                                 |
|                                                                     |
| 録音日時 : 1974年7月23日                                            |
| 録音場所 : TSC (東京スタジオセンター)                               |
| ミキサー : 伊豫部富治                                               |
| 音楽制作代理店 : ON・アソシエイツ                                   |

#### 不二家ハートチョコレート '74
| 山下達郎 : リード・ヴォーカル, キーボード, パーカッション, コーラス |
| 村松邦男 : ギター, コーラス                                         |
| 鰐川己久男 : ベース                                                 |
| 上原裕 : ドラム                                                     |
| 大貫妙子 : コーラス                                                 |
|                                                                     |
| 録音日時 : 1974年9月6日                                             |
| 録音場所 : 赤坂ミュージック・スタジオ                               |
| ミキサー : 伊豫部富治                                               |
| 音楽制作代理店 : ON・アソシエイツ                                   |

#### ナショナルまきまきカール '75
| 山下達郎 : リード・ヴォーカル, キーボード, ハーモニカ, パーカッション, コーラス |
| 村松邦男 : ギター, コーラス                                                     |
| 寺尾次郎 : ベース                                                               |
| 上原裕 : ドラム                                                                 |
| 大貫妙子 : コーラス                                                             |
|                                                                                 |
| 録音日時 : 1975年11月19日                                                       |
| 録音場所 : アルファ・スタジオ                                                   |
| ミキサー : 笛吹銅次                                                             |
| 音楽制作代理店 : PMP                                                            |

#### いちじく浣腸 '75
| 山下達郎 : リード・ヴォーカル, キーボード, パーカッション, コーラス |
| 上原裕 : パーカッション                                             |
|                                                                     |
| 録音日時 : 1975年6月20日                                            |
| 録音場所 : 音響ハウス                                               |
| ミキサー : 松本裕                                                   |
| 音楽制作代理店 : PMP                                                |

#### 三ツ矢サイダー '76
| 山下達郎 : リード・ヴォーカル, コーラス, パーカッション |
|                                                         |
| 録音日時 : 1976年1月29日, 2月27日                       |
| 録音場所 : 赤坂ミュージック・スタジオ                   |
| ミキサー : 松本裕                                       |
| 音楽制作代理店 : ON・アソシエイツ                       |

#### 資生堂フェリーク '77 「MARIE」
| 山下達郎 : リード・ヴォーカル, ドラム, ベース, ギター, キーボード, コーラス |
|                                                                             |
| 録音日時 : 1977年6月22日                                                    |
| 録音場所 : フリーダム・スタジオ                                             |
| ミキサー : 吉田保                                                           |
| 音楽制作代理店 : ON・アソシエイツ                                           |

#### ハウスみぞれっ子 '78
| 山下達郎 : リード・ヴォーカル, キーボード, パーカッション, コーラス |
| 坂本龍一 : キーボード                                               |
| 田中章弘 : ベース                                                   |
| 上原裕 : ドラム                                                     |
|                                                                     |
| 録音日時 : 1978年3月28日                                            |
| 録音場所 : メディア・スタジオ, サウンドシティ                       |
| ミキサー : 吉田保                                                   |
| 音楽制作代理店 : PMP                                                |

#### TRIO FM時報 '78
| 山下達郎 : コーラス               |
|                                   |
| 録音日時 : 1978年9月7日           |
| 録音場所 : フリーダム・スタジオ   |
| ミキサー : 吉田保                 |
| 音楽制作代理店 : ON・アソシエイツ |

#### JAL沖縄 '79 「愛を描いて -LET'S KISS THE SUN-」
| 山下達郎 : リード・ヴォーカル, ギター, パーカッション, コーラス |
| 椎名和夫 : ギター                                               |
| 難波弘之 : キーボード                                           |
| 田中章弘 : ベース                                               |
| 上原裕 : ドラム                                                 |
| 吉田美奈子 : コーラス                                           |
|                                                                 |
| 録音日時 : 1979年2月15日                                        |
| 録音場所 : 一口坂スタジオ                                       |
| ミキサー : 吉田保                                               |
| 音楽制作代理店 : PMP                                            |

#### コカコーラ '79
| 山下達郎 : リード・ヴォーカル, コーラス, パーカッション |
|                                                         |
| 録音日時 : 1979年4月30日                                |
| 録音場所 : 一口坂スタジオ                               |
| ミキサー : 吉田保                                       |
| 音楽制作代理店 : NOVA                                   |

#### ハウスみぞれっ子&シャービック '79
| 山下達郎 : ギター, パーカッション, コーラス |
| 椎名和夫 : ギター                           |
| 難波弘之 : キーボード                       |
| 田中章弘 : ベース                           |
| 上原裕 : ドラム                             |
| 吉田美奈子 : コーラス                       |
|                                             |
| 録音日時 : 1979年3月27日, 3月28日           |
| 録音場所 : 音響ハウス                       |
| ミキサー : 吉田保                           |
| 音楽制作代理店 : PMP                        |

#### サウンズ・ウィズ・コーク テーマ '82 「悲しみのJODY」
| 山下達郎 : ドラム, ベース, ギター, キーボード, パーカッション |
|                                                               |
| 録音日時 : 1982年4月2日                                       |
| 録音場所 : CBSソニー六本木スタジオ                            |
| ミキサー : 深田晃                                             |

#### サントリーギフト '83 「I LOVE YOU」
| 山下達郎 : リード・ヴォーカル, ドラム, ベース, ギター, キーボード, パーカッション, コーラス |
|                                                                                             |
| 録音日時 : 1983年11月2日                                                                    |
| 録音場所 : CBSソニー六本木スタジオ                                                          |
| ミキサー : 吉田保                                                                           |
| 音楽制作代理店 : サンアド                                                                   |

#### 三ツ矢サイダー '76 ('94ライブ)
| 山下達郎 : リード・ヴォーカル, コーラス, パーカッション                                            |
| |
| 録音日時 : 1994年4月23日 (アカペラ), 1994年5月2日 (ライブ)                                         |
| 録音場所 : 音響ハウス (アカペラ), 中野サンプラザホール (ライブ), サウンドシティ (ミックス・ダウン) |
| ミキサー : 吉田保 (アカペラ, ライブ), 佐藤康夫 (ミックス・ダウン)                                  |

### スタッフ
| COMPILATION SUPERVISOR : TATSURO YAMASHITA                           |
| DIGITAL MASTERING ENGINEER : MITSUHARU HARADA at ON AIR AZABU STUDIO |
| ART DIRECTION : KENICHI HANADA                                       |
| SPECIAL THANKS to ON ASSOCIATES, FUJI PACIFIC, NOVA & SUN ADD        |

#### 2001年盤
| COMPILATION SUPERVISOR : TATSURO YAMASHITA                                            |
| DIGITAL MASTERING ENGINEER : MITSUHARU HARADA at ON AIR AZABU STUDIO                  |
| ART DIRECTION : SHUNSAKU HARIMA, NAHOKO WASHIO, KUNIKO OGINO (TOHOKUSHINSHA FILM CO.) |

## リリース日一覧
| 地域 | タイトル                               | 発売日    | リリース           | 規格 | 品番                | 備考 |
| ---- | -------------------------------------- | --------- | ------------------ | ---- | ------------------- | --- |
| 日本 | 山下達郎CM全集 Vol.1 (FIRST SELECTION) | 1984年    | MOOD CM RECORDS    | EP   | MOOD-01             | コンサート・ツアー『PERFORMANCE '84-'85』のコンサート・プログラムに付属の17センチ45回転アナログ盤。12曲入り。                                            |
| 日本 | 山下達郎CM全集 Vol.1 (Second Edition)  | 1996年6月 | WILD HONEY RECORDS | CD   | WCD-8002 (TGCS-277) | 『Vol.1』に基づいた“復刻版”としてリリースされた、オフィシャル・ファンクラブによる独自企画CD。'84年版とは多少内容が異なっている。自筆ライナー・ノート付。 |
| 日本 | 山下達郎CM全集 Vol.1 (Second Edition)  | 2001年2月 | WILD HONEY RECORDS | CD   | WCD-8002 (TGCS-277) | 『山下達郎CM全集 Vol.2』リリースにあわせ、『Vol.2』と同じデザインで統一されたジャケットでの新装丁による再発。収録内容は1996年盤と同じ。                  |